# Plaza Sergel

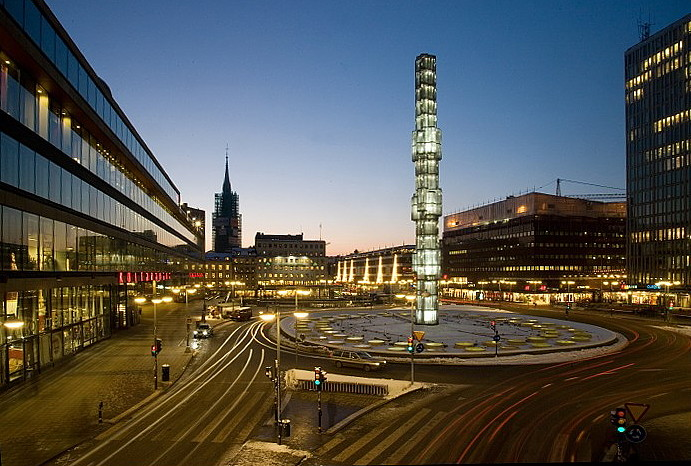
Vista de la plaza desde Malmskillnadsgatan, con el Kulturhuset (izquierda) y la escultura de vidrio Kristallvertikalaccent en el centro. Al fondo puede verse la torre de la iglesia de Santa Clara.

La plaza Sergel (en sueco: Sergels torg) es la plaza más céntrica de la ciudad de Estocolmo. Debe su nombre al escultor sueco del siglo XVIII Johan Tobias Sergel, cuyo taller estaba ubicado al norte de la plaza. La parte inferior de la actual plaza, que recibe el nombre local de Plattan, se encuentra a diez metros por debajo del nivel de la antigua plaza. La parte inferior del lado occidental está decorada con pavimentos blancos y negros formando triángulos de grandes dimensiones.
En la rotonda del parque se encuentra la Fuente de Sergel, cuya forma es la de una superelipse. Dicha forma fue sugerida por el artista y matemático danés Piet Hein al arquitecto sueco David Helldén. En el interior de la fuente se encuentra la escultura Kristallvertikalaccent, una columna de vidrio diseñada por el escultor sueco Edvin Öhrström. La escultura fue inaugurada en el año 1974. A pocos metros de la fuente se encuentra la T-Centralen, la principal estación de la red de Metro de Estocolmo, siendo así la estación más transitada de la ciudad. Al lado de esta estación se ubica la sede Skandinaviska Enskilda Banken (antiguo Skandinaviska Banken).

## Toponimia
La elección del nombre de la Plaza Sergel fue cuestión de debate durante mucho tiempo. La planificación de la plaza duró 32 años y su construcción otros siete más. El primer proyecto fue llevado a cabo en 1928 por el director de planificación de la ciudad de Estocolmo Albert Lilienberg, y a la plaza se le denominaba como Plaza de Svea. Cuando finalmente se determinó el nombre, surgió el problema de las confusiones con otros lugares o símbolos. Pensaron que se podrían confundir con Sveaplan (en el extremo norte de la ciudad) o como conexión con la Madre Svea. Después de varios años de debate, se sugirieron dos nombres: Malmtorget (Plaza del Mineral) y Klara torg (Plaza Clara). Finalmente salió elegido Malmtorget como nombre para la plaza pero el ayuntamiento decidió que el lugar se llamaría Plaza Sergel cuya propuesta fue realizada por el artista Evert Taube.

## Antes y después
Con la restauración durante la década del 2000 de la T-Centralen y el Sergelgången (Canal de Sergel), la plaza ha ganado en seguridad. La Plattangruppen, una división de la policía de Estocolmo, se encarga de la vigilancia de la plaza, principalmente del tráfico de drogas, el carterismo y la prostitución.
Durante la década de 1900, la zona de la plaza fue famosa por su tráfico de drogas y por ser lugar de cobijo de los drogadictos. Las drogas más comunes en el Plattan eran el Subutex, Suboxone y Buprenotex que contienen buprenorfina, un opiáceo con efectos de media-larga duración (hasta 48 horas). Esta droga se utiliza como tratamiento de la adicción a otros opioides como la heroína o la morfina.

## Actividades en la plaza

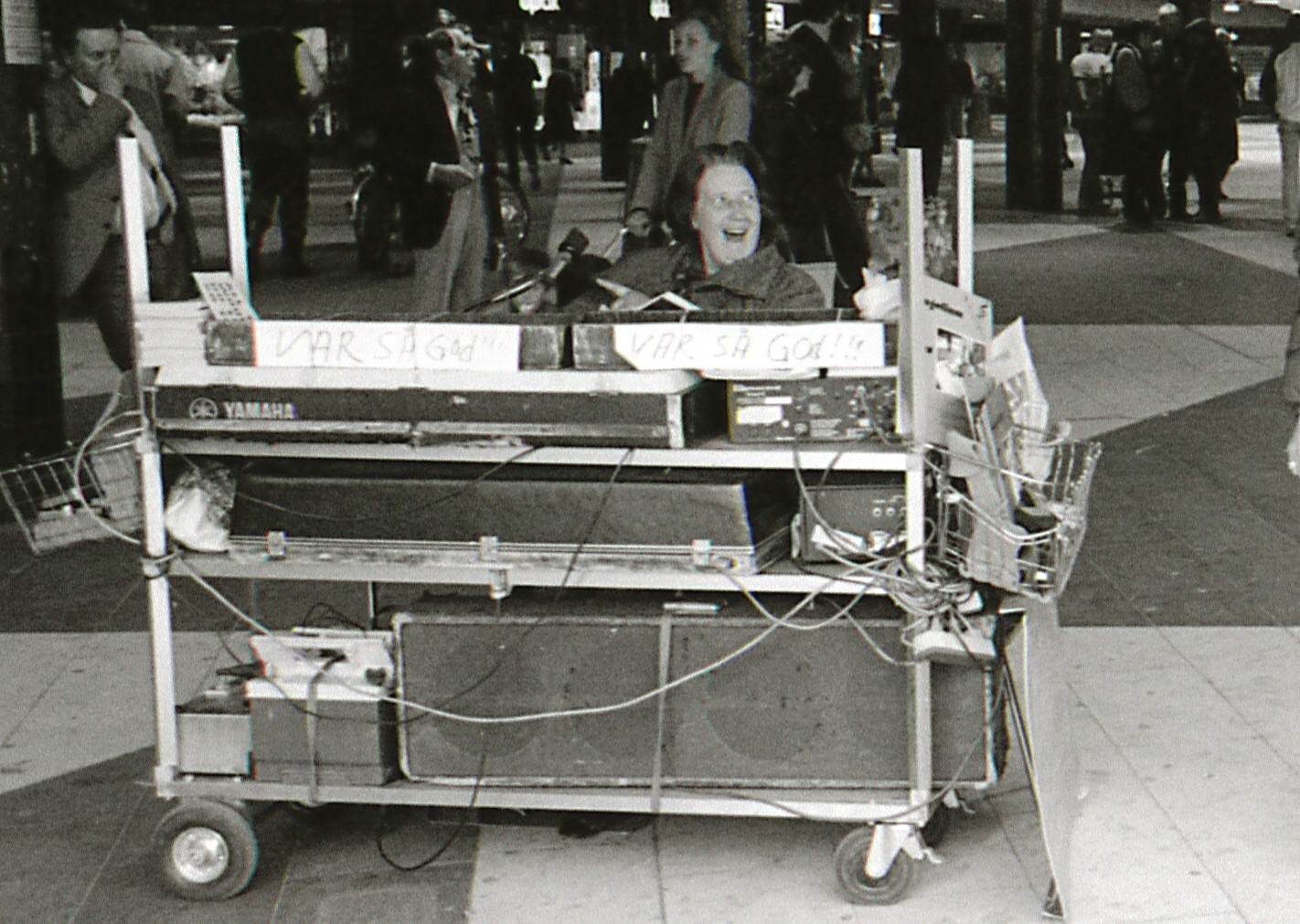
Maria Johansson tocando su órgano en la Plaza Sergel, 1980

La plaza es un lugar simbólico para las manifestaciones políticas y sitio de protestas individuales como ciudadanos en huelga de hambre.
También sirve como lugar de celebración para los deportistas que han ganado alguna competición, como la Tre Kronor, la selección de hockey sobre hielo de Suecia.
Cada día, desde 1972 hasta 2002, la mujer-orquesta Maria Johansson interpretaba, acompañada de su órgano eléctrico, canciones e himnos cristianos, algunos de ellos compuestos por ella misma. Era bastante popular en la plaza por esta característica y por ayudar desinteresadamente a los más necesitados de la zona.
La plaza también forma parte de un "campo de batalla" en época de elecciones. Las juventudes de los dos partidos mayoritarios de Estocolmo, SSU y MUF, se disputan los sitios disponibles en los muros y barandillas de la plaza para colocar los carteles de sus partidos en campaña electoral.
Durante una semana de junio de 2011, el artista y fotógrafo Erik Johansson consiguió exponer una fotografía en el suelo del Plattan simulando un agujero en la roca y que, desde determinado ángulo, se confundía con la realidad. La fotografía se denominaba Metete en tus pasos, y constaba de unas medidas de 32 x 18 metros y ocupaba una superficie de 300 m².

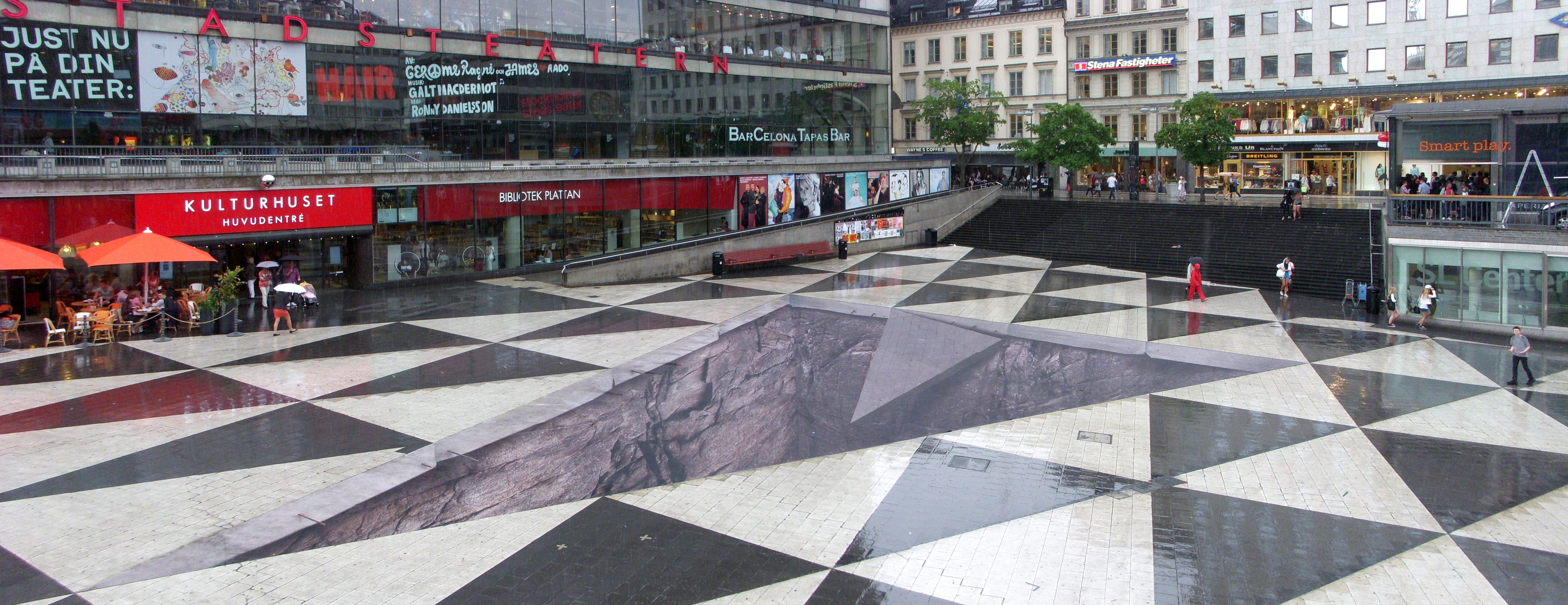
La ilusión "Metete en tus pasos" desde el ángulo correcto.